# Мэндел, Джонни
Джонни Мэндел (англ. Johnny Mandel, настоящее имя — Джон Альфред Мэндел; 23 ноября 1925, Нью-Йорк Сити, Нью-Йорк — 29 июня 2020) — американский аранжировщик и кинокомпозитор. Написал музыку почти к 200 фильмам и телесериалам. Лауреат премии «Оскар» за лучшую песню к фильму (1966).

## Биография
Мать Мэндела, Ханна, была оперной певицей. Двоюродный брат — композитор Майлз Гудмэн. Открыв в пятилетнем мальчике абсолютный слух, родители отдали его в музыкальную школу. Первоначально мальчик учился игре на фортепиано, но позднее начал играть на духовых инструментах — трубе и тромбоне.
Учился в Манхэттенской и Джульярдской музыкальной школе. В годы Второй мировой войны играл на трубе в ансамблях. В 1949 году аккомпанировал Джун Кристи как музыкант оркестра Боба Купера.
Аккомпанировал Фрэнку Синатре, Пегги Ли и Барбре Стрэйзанд. В 2004 году аранжировал альбом «The Art of Romance» Тони Беннета.
Автор многочисленных саундтреков к фильмам и сериалам, написал огромное количество песен, наиболее известная из которых — The Shadow of Your Smile (рус. «Тень твоей улыбки»). В СССР эту песню в переводе Марка Подберёзского исполнил и записал Эмиль Горовец.
Лауреат премии «Грэмми» за лучшую аранжировку эстрадной песни (1981) с альбома Куинси Джонса «Велас». В 2004 году аранжировал альбом «The Art of Romance» Тони Беннета, а в 2012-м работал над расширенной версией «My Valentine» для альбома «Kisses on the Bottom».
Был дважды женат: на Лоис Лейн (1959) и Марте Бланнер (с 1972), в браке с которой родилась дочь Марисса (1976).
Скончался 29 июня 2020 года в Охай, штат Калифорния от сердечного приступа.

## Фильмография
- 1958 — Я хочу жить!
- 1964 — Американизация Эмили
- 1965 — Кулик
- 1966 — Русские идут! Русские идут!
- 1966 — Харпер
- 1967 — Выстрел в упор
- 1969 — Холодным днём в парке
- 1970 — Военно-полевой госпиталь
- 1972 — Чёртова служба в госпитале МЭШ
- 1973 — Последний наряд
- 1976 — Моряк, который потерял милость моря[3]
- 1979 — Будучи там
- 1979 — Агата
- 1982 — Смертельная ловушка
- 1982 — Вердикт
- 1985 — Удивительные истории
- 1989 — Бренда Старр